# Războiul Albano-Venețian
Războiul Albano-Venețian din 1447–1448 a fost purtat de forțele venețiene și otomane împotriva albanezilor conduși de George Kastrioti Skanderbeg. Războiul s-a declanșat în urma unei dispute între Republica Venețiană și familia Dukagjini cu privire la posesia cetății Dagnum⁠(d). Skanderbeg, pe atunci aliat al familiei Dukagjini, și-a mutat forțele împotriva mai multor orașe de-a lungul coastei albaneze aflate în posesie venețiană, pentru a-i face pe venețieni să le restituie cetatea Dagnum. Ca răspuns, Republica a trimis o forță locală pentru a elibera fortăreața asediată de la Dagnum și a îndemnat Imperiul Otoman să trimită o forță expediționară în Albania. În acea perioadă, otomanii asediau deja cetatea Svetigrad⁠(d) (astăzi Kodžadžik), slăbind astfel forțele lui Skanderbeg.
Cu toate acestea, Liga de la Lezha a învins atât forțele venețiene, cât și expediția otomană. Liga a învins forțele venețiene la 23 iulie 1448 la porțile cetății Scutari și i-a depășit pe otomani trei săptămâni mai târziu, la 14 august 1448, în bătălia de la Oronichea. Republica a rămas, după aceea, doar cu câțiva soldați pentru a apăra Albania venețiană. În consecință, Liga a semnat curând pacea cu Republica Venețiană, continuând în același timp războiul împotriva Imperiului Otoman. După războiul albano-venețian din 1447–1448, Veneția nu l-a mai provocat serios pe Skanderbeg (și nici Liga de la Lezha), permițându-i astfel lui Skanderbeg să-și concentreze campaniile împotriva Imperiului Otoman.

## Context
În 1444, Skanderbeg a reușit să unească marii prinți albanezi sub conducerea sa și a format astfel Liga de la Lezha, care a fost o confederație a tuturor principatelor albaneze. O perioadă de incertitudine a apărut în cadrul alianței, după ce Nicholas Dukagjini, un membru al familiei Dukagjini, o familie puternică din nordul Albaniei, a organizat o ambuscadă în care l-a ucis pe Lekë Zaharia⁠(d) Altisferi⁠(d), prinț de Dagnum⁠(d) și, de asemenea, membru al Ligii. Deoarece Zaharia nu a avut copii, Nicholas a pus la cale uciderea sa pentru a cuceri mai ușor cetatea Dagnum. Anul în care Zaharia a fost ucis nu este înregistrat în cronici. Un document venețian datat la 4 ianuarie 1445, îl menționează pe Zaharia ca fiind anterior stăpân al Dagnumului, care a fost dat prințesei Boxia, mama lui Zaharia. Cronicarul venețian Stefano Magno⁠(d) a afirmat că Zaharia a fost ucis aproape de începutul anului 1445 de Nicholas Dukagjini. Marin Barleti⁠ a afirmat că Zaharia a fost ucis de Lekë Dukagjini.

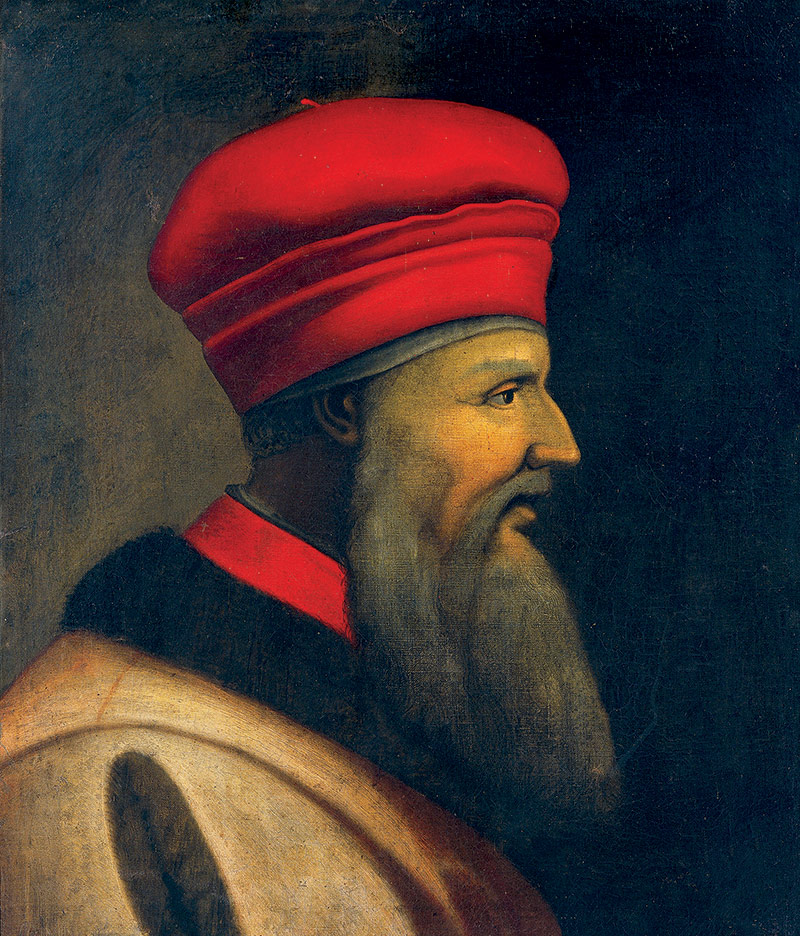
Skanderbeg

Cei doi prinți au avut o dispută cu privire la cine ar trebui să se căsătorească cu Irene Dushmani⁠(d), singura fiică a lui Lekë Dushmani⁠(d), prințul Zadrimei⁠(d). În 1445, prinții albanezi au fost invitați la nunta surorii mai mici a lui Skanderbeg, Mamica, care era căsătorită cu Muzaka Thopia. Irene a apărut la nuntă și au început ostilitățile. Dukagjini a rugat-o pe Irene să se căsătorească cu el, dar Zaharia, care era beat, a văzut asta și l-a atacat pe Dukagjini. Unii prinți au încercat să oprească lupta, însă și mai mulți oameni au fost implicați, astfel că au murit mai mulți până la stabilirea păcii. Niciunul dintre cei doi antagoniști nu a suferit vreo vătămare fizică, dar după eveniment Dukagjini a fost umilit moral.
Moartea lui Zaharia a lăsat principatul său fără succesor. Ca urmare, mama sa a predat cetatea Albaniei Venețiene, o posesiune a Republicii Veneția. Skanderbeg a cerut legaților venețieni ca Dagnum, împreună cu Sati, Gladri și Dushmani care fuseseră luate de Veneția, să fie redate Ligii, deoarece se află pe o rută comercială importantă, dar Veneția a refuzat și, în consecință, Skanderbeg s-a pregătit pentru război împotriva Republicii.
Liga a trimis în curând soli vecinilor săi, Stefan I Crnojević și Gheorghe Brancovici al Serbiei. Brancovici, un despot al Serbiei, care a fost și el în dispută cu Veneția cu privire la Principatul Zeta, și-a exprimat disponibilitatea de a-l ajuta pe Skanderbeg împotriva Republicii, dar nu și împotriva Imperiului Otoman. Venețienii au trimis un ambasador la Skanderbeg pentru a-i oferi 1.000 de ducați pentru a renunța la orice pretenție asupra Dagnumului, în schimb albanezii trebuiau să apere țara și să mențină drumurile ferite de violență. Skanderbeg a refuzat oferta și ostilitățile au continuat. Alături de familia Spani, familia Dushmani a fost contra războiului cu Veneția și nu a participat la acesta.

## Campanii inițiale

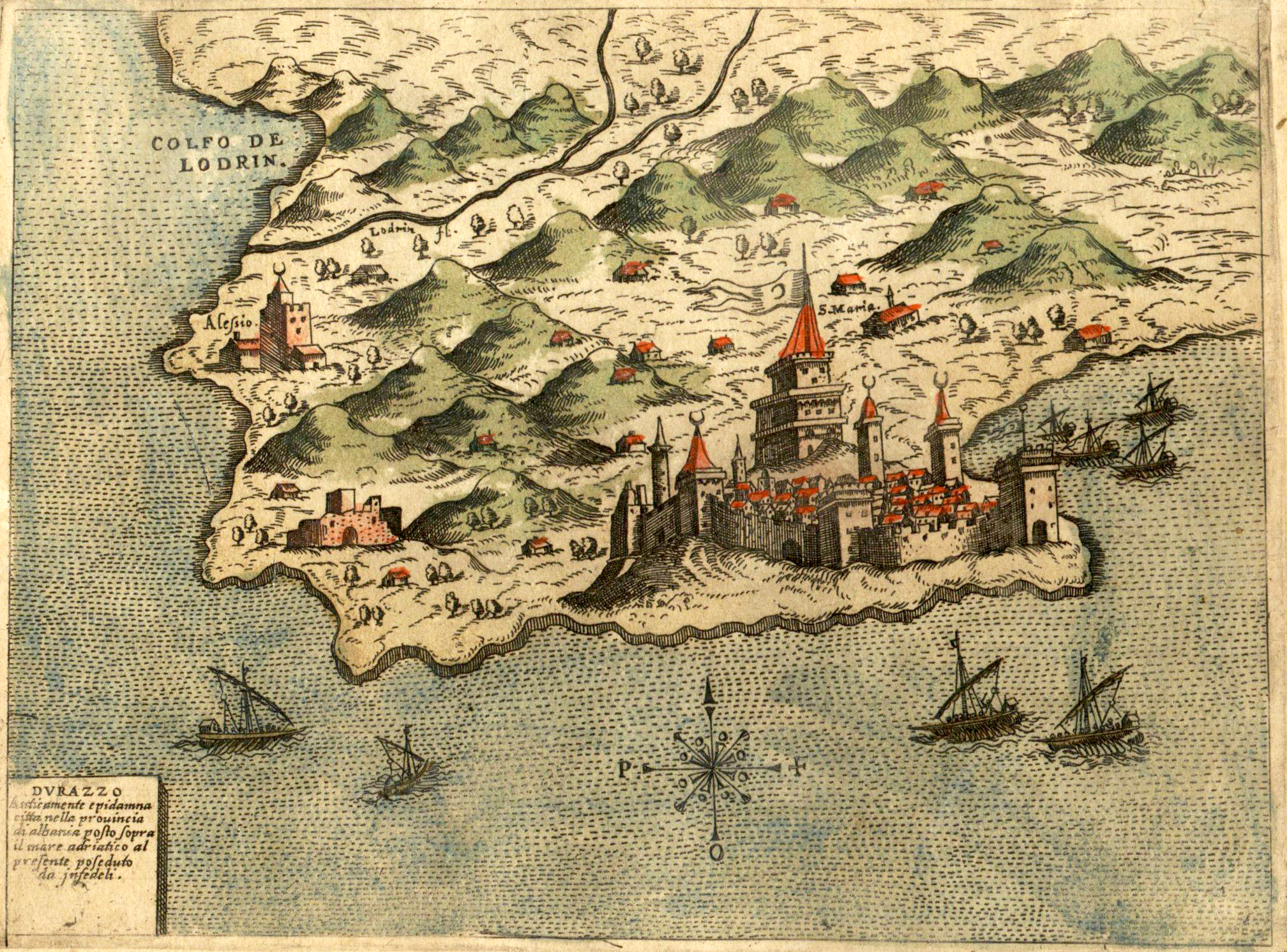
Durrës în 1573.

În decembrie 1447, după ce a lăsat o forță de protecție de trei până la patru mii de oameni sub conducerea lui Vrana Konti⁠(d) pentru a păzi granița în cazul unei incursiuni otomane, Skanderbeg s-a întors spre Dagnum cu o forță de 14.000 de oameni. Oferind inițial garnizoanei de la Dagnum oportunitatea de a se preda, el a asediat fortăreața după respingerea propunerii. Pentru a pune presiune pe venețieni, Skanderbeg a atacat și Durazzo, pe atunci o altă posesie a Albaniei Venețiene, și a lăsat orașul fără resurse și comerțul local. Această mișcare a forțat Veneția să redirecționeze către Durazzo două galere, care inițial erau destinate spre Creta, pentru a veghea asupra evenimentelor de acolo.
În acel moment, Veneția l-a tratat pe Skanderbeg ca pe un vasal otoman rebel, așa că la 4 martie 1448 s-a oferit o pensie pe viață de 100 de ducați de aur pe lună oricui îl va asasina pe Skanderbeg. În mai, forțele otomane au asediat Svetigradul, punând o mare presiune asupra campaniilor lui Skanderbeg. La 27 iunie 1448, Veneția l-a trimis pe Andrea Venier, atunci Provveditore⁠(d) (supraveghetor) la Castelul Rozafa din Scutari, pentru a încerca să-i convingă pe otomani să invadeze Albania. După aceea, Veneția l-a trimis și pe Venier să se întâlnească cu Skanderbeg pentru a-l convinge să întrerupă ostilitățile și, de asemenea, a încercat să împingă familia Dukagjini departe de alianța cu Skanderbeg. În ciuda măsurilor luate de venețieni, Skanderbeg a mers fără încetare spre Scutari . De asemenea, i-a provocat pe venețieni să trimită o forță care să-l învingă. Asediul de la Dagnum a continuat, însă, cu o forță de 4.000 de oameni pe care Skanderbeg a lăsat-o în urmă.

## Bătălia de pe râul Drin

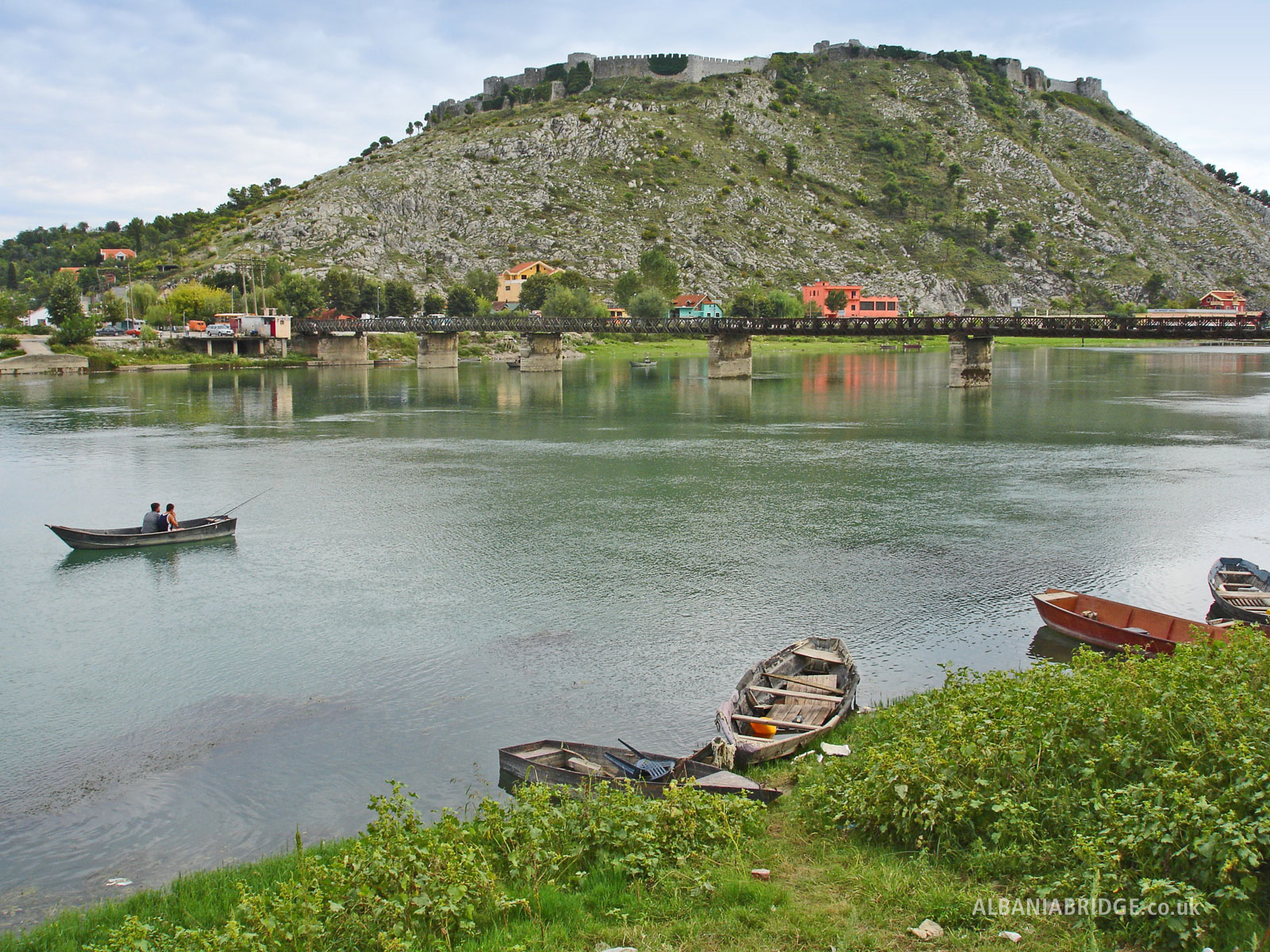
Castelul Rozafa azi.

La 23 iulie 1448, Skanderbeg a trecut râul Drin cu 10.000 de oameni, întâlnind o forță venețiană de 15.000 de oameni sub comanda lui Daniele Iurichi, guvernatorul din Scutari. Forțele venețiene erau compuse în mare parte din mercenari locali, care formau liniile din centru ale lui Iurichi. Forța venețiană a inclus oamenii lui Koja și Andreas Humoj⁠(d), Simeon Vulkata, Vasilije Ugrin, familia Zapa (Jovan și fratele său), familia Pedantari (șapte frați Pedantari și mulți alții), familia Moneta (trei fii ai lui Rajko Moneta), familia Malonši (Petar cu cei doi fii ai săi) și Buša Sornja, care erau pronoiari. Iurichi s-a poziționat pe aripa stângă cu forțele sale dalmate, în timp ce aripa dreaptă era compusă din nativi italieni. Skanderbeg și-a poziționat garda sa personală și pe el însuși pe aripa dreaptă, în fața lui Iurichi. Centrul armatei lui Skanderbeg era comandat de Tanush Thopia, iar dreapta de Moise din Dibra (Moisi Golemi⁠(d)).
Skanderbeg și-a instruit trupele la ce să se aștepte și a început bătălia ordonând unei forțe de arcași să deschidă focul asupra liniei venețiene. Curând, aripa dreaptă albaneză a avansat pentru a ataca prima și a reușit să împingă aripa stângă venețiană înapoi, în timp ce centrul și dreapta au atacat centrul și stânga venețian. Străpungerea a avut loc curând prin atacarea golurilor din liniile venețiene, provocând dezordine în rândurile acestora. Bătălia a continuat ore întregi până când grupuri mari de trupe venețiene au început să fugă. Skanderbeg, văzând adversarii care fugeau, a ordonat o ofensivă la scară largă, înfrângând întreaga armată venețiană. Soldații Republicii au fost urmăriți chiar până la porțile din Scutari, iar prizonierii venețieni au fost puși apoi să defileze în afara cetății.
Albanezii au reușit să provoace 2.500 de victime forței venețiene și a capturat 1.000 de oameni. Armata lui Skanderbeg a avut 400 de victime, majoritatea în aripa dreaptă. Prezența venețiană în Albania a fost slăbită, iar garnizoanele din cetăți au fost împărțite.
Skanderbeg s-a retras din zonă pentru a lupta împotriva unei invazii otomane. Înainte de a pleca, a lăsat o garnizoană în fortul Baleč⁠(d) (Balsha) lângă Dagnum, sub comanda lui Marin Spani. Andrea Venier a ordonat capturarea fortului Baleci după ce Skanderbeg a plecat, forțându-l pe Marin Spani să-l evacueze. Venier l-a ars apoi din temelii. Ca răzbunare, Hamza Kastrioti⁠(d), unul dintre colegii lui Spani, a atacat o fortăreață venețiană din apropiere cu puținii oameni pe care îi avea, dar a fost învins.

## Bătălia de la Oranik
În ciuda eșecurilor din timpul plecării sale, Skanderbeg a continuat să se concentreze pe campania împotriva incursiunii otomane care a fost solicitată de venețieni. Punctul ulminant a fost bătălia de la Oranik (Oronichea) din august 1448. Forța expediționară otomană a fost zdrobită la 14 august, iar comandantul otoman Mustafa Pașa a fost capturat. Pierderea fortului Balsha în mâna venețienilor l-a forțat apoi pe Skanderbeg să continue raidul pe teritoriul venețian.

## Urmări
Cu Durazzo, Scutari și Dagnum pe punctul de a se preda și văzând o armată albaneză victorioasă după bătălia de la Oronichea, venețienii l-au trimis pe Andrea Venier să negocieze pacea cu albanezi. Conferința a avut loc la Alessio (Lezha) și pacea a fost semnată de Skanderbeg și George Arianiti⁠(d), care i-au reprezentat pe ceilalți prinți la 4 octombrie 1448. Semnatarii au fost de acord ca Veneția să păstreze Dagnumul. În schimb, venețienii au convenit ca Skanderbeg să primească o pensie anuală de 1.400 de ducați și o scutire anuală de taxe pentru 200 de cai cu încărcături de sare de la Durazzo. De asemenea, a fost încheiat un acord pentru a stabili privilegii comerciale între George Arianiti, aliatul lui Skanderbeg, și Veneția. Mai mult, s-ar fi oferit un refugiu în Veneția dacă Skanderbeg ar fi fost alungat din Albania și două haine stacojii i-ar fi fost date lui Skanderbeg în schimbul a doi șoimi. Cu toate acestea, s-au aruncat amenințări între cele două tabere și au continuat lupte neoficiale.
Atentă față de Skanderbeg, Veneția nu l-a mai provocat niciodată pe față. Un alt tratat a fost semnat în 1463, când Veneția a intrat într-unrăzboi cu turcii. Cu toate acestea, între otomani și Skanderbeg nu s-a făcut pace până în 1463, înainte de Războiul Otomano-Venețian din același an, după ce otomanii s-au retras în Macedonia și s-au pregătit pentru o nouă invazie a Albaniei după înfrângerea de la Oronichea. În timpul Războiului Albano-Venețian, otomanii au cucerit Svetigradul după câteva luni de asediu. De acolo, ei au putut trece mai ușor în Albania.